# Metagoniochernes picardi
Metagoniochernes picardi es una especie de arácnido  del orden Pseudoscorpionida de la familia Chernetidae.

## Distribución geográfica
Se encuentra en la República Centroafricana.